# Vladimir Kroetov
Vladimir Jevgenjevitsj Kroetov (Russisch: Владимир Евгеньевич Крутов) (Moskou, 1 juni 1960 - aldaar, 6 juni 2012) was een Sovjet-Russisch ijshockeyer.
Kroetov won tijdens de Olympische Winterspelen 1984 en 1988 de gouden medaille met de Sovjetploeg en in 1980 de olympische zilveren medaille.
Kroetov werd vijfmaal wereldkampioen.